# GINS2
GINS2‏ (GINS complex subunit 2) هوَ بروتين يُشَفر بواسطة جين GINS2 في الإنسان.